# 竹山宜典
竹山 宜典（たけやま よしふみ、1957年3月24日 - ）は、日本の医師・医学者。学位は医学博士。近畿大学名誉教授。大阪暁明館病院顧問。大阪市生まれ。

## 略歴
1957年大阪市生まれ。神戸大学附属住吉小学校・神戸大学附属住吉中学校・兵庫県立神戸高等学校を卒業。
1981年に神戸大学医学部卒業後、神戸大学第一外科に入局。ジョンズ・ホプキンズ大学に留学。
1994年神戸大学医学部助手、2000年神戸大学医学部講師、2001年神戸大学医学部附属病院講師、2003年近畿大学医学部外科助教授、2008年近畿大学医学部医学部教授。
2010年近畿大学医学部外科主任教授に就任。2014年に近畿大学医学部附属病院副院長および近畿大学医学部附属病院総合医学教育研修センター長を兼任。
会員数増加のため任意団体から一般社団法人に移行したばかり日本膵臓学会の理事長に就任後、2022年7月、日本において第53回日本膵臓学会大会（大会会長：高折恭一）と併せて合同開催された第26回国際膵臓学会大会の長を務めた。
2023年、近畿大学名誉教授。その後、大阪暁明館病院顧問。

## 論文
- 竹山 宜典 (医学科) | 近畿大学 医学部・医学研究科
- 【研究者データ】竹山宜典